# Eemdijk

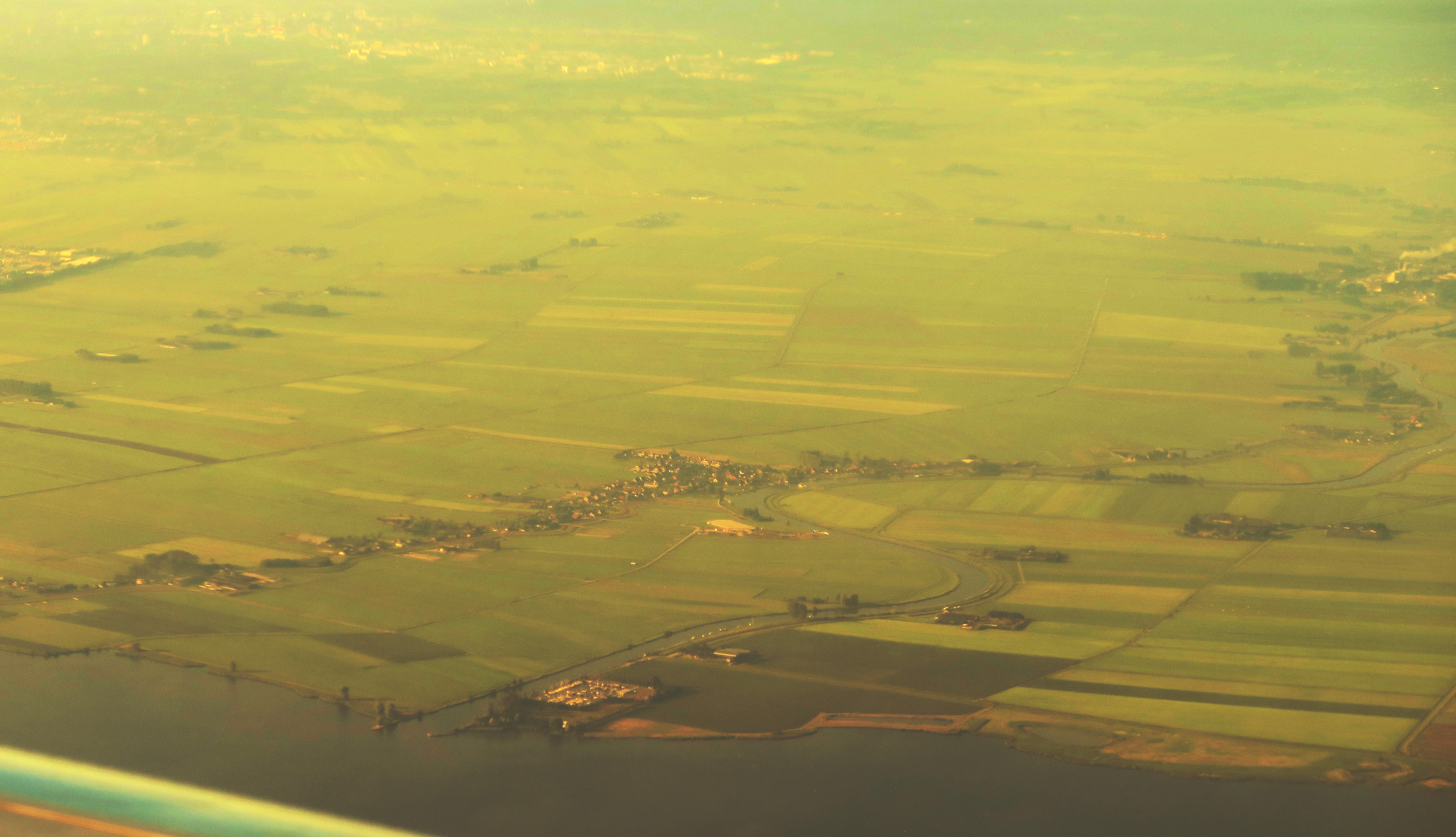

Eemdijk est un village situé dans la commune néerlandaise de Bunschoten, dans la province d'Utrecht. En 2009, le village comptait environ 800 habitants.
Eemdijk est situé sur l'Eem. Le village dispose d'un petit bac, qui est toujours utilisé (sauf le dimanche). C'est à Eemdijk que le chanteur Drs. P a enregistré le clip vidéo de sa chanson De veerpont ("Le bac").
Il a été mentionné pour la première fois au 18e siècle par Dyk Huyse. Son nom actuel signifie "digue sur l'Eem". En 1840, 156 personnes y vivaient.